# Cardiosace erffai
Cardiosace erffai là một loài bướm đêm trong họ Noctuidae.